# Голенищев-Кутузов, Василий Павлович
Граф  Василий Павлович Голенищев-Кутузов  (1803 — 12 мая 1873) — генерал-лейтенант русской императорской армии (01.01.1868), резидент в Пруссии.

## Биография

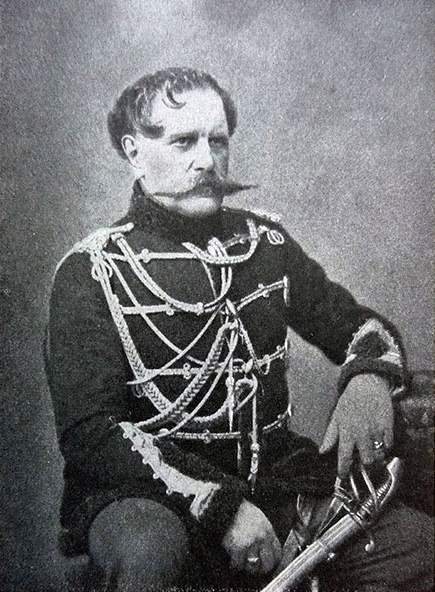
Свиты Его Величества генерал-майор В. П. Голенищев-Кутузов

Родился в 1803 году. Сын генерала, участника войны 1812 года и заграничного похода, санкт-петербургского военного губернатора П. В. Голенищева-Кутузова. Поступил на службу 14 декабря 1820 года колонновожатым.
12 декабря 1821 года произведен в прапорщики. 21 апреля 1823 года переведен в генеральный штаб. 21 февраля 1824 года переведен корнетом в лейб-гвардейский подольский кирасирский полк, с назначением адъютантом к цесаревичу Константину Павловичу. 8 февраля 1828 года произведен в поручики, а 15 декабря 1829 года по домашним обстоятельствам уволен со службы в чине штабс-ротмистра с мундиром.
3 января 1831 года он был определен поручиком в кавалергардский полк и пожалован флигель-адъютантом. 9 июня 1831 года он был произведен в штабс-ротмистры, а в 1834 году в ротмистры. 19 апреля 1832 года поступил во фронт, а 16 ноября 1835 года переведен в Преображенский полк. 31 декабря 1835 года он был вновь уволен со службы по домашним обстоятельствам в чине полковника с мундиром. Причиной отставки Голенищева-Кутузова было его участие в забаве, организованной в имении графини Ю. П. Самойловой Славянке, вместе с другими офицерами из окружения императрицы Александры Фёдоровны — Н. Жерве, С. В. Трубецким и М. Б. Черкасским.
Двадцать лет оставался полковником в отставке. После смерти Николая I Александр II снял с него опалу. В марте 1855 года поступил в чине подполковника в Киевский гусарский полк, в рядах которого принял участие в сражении на Чёрной речке. В ноябре 1855 года он был назначен командиром Киевского гусарского полка. 1 января 1856 года произведен в полковники, а 30 августа того же года назначен флигель-адъютантом. 30 августа 1861 года произведен в генерал-майоры, с назначением в свиту Его Величества.
До 1866 года состоял при 1-й гвардейской кавалерийской дивизии, а 2 мая этого же года назначен военным агентом при короле Прусском, где оставался до самой своей смерти. В Берлине Голенищев-Кутузов был весьма популярен среди русской колонии и пользовался особым расположением императора Вильгельма I. Генерал-адъютант с 5 июня 1867 года, генерал-лейтенант с 1 января 1868 года.
Скончался 12 мая 1873 года в Берлине от апоплексического удара. Тело его было перевезено в Потсдам и похоронено в русской Александро-Невской церкви.

## Личная жизнь

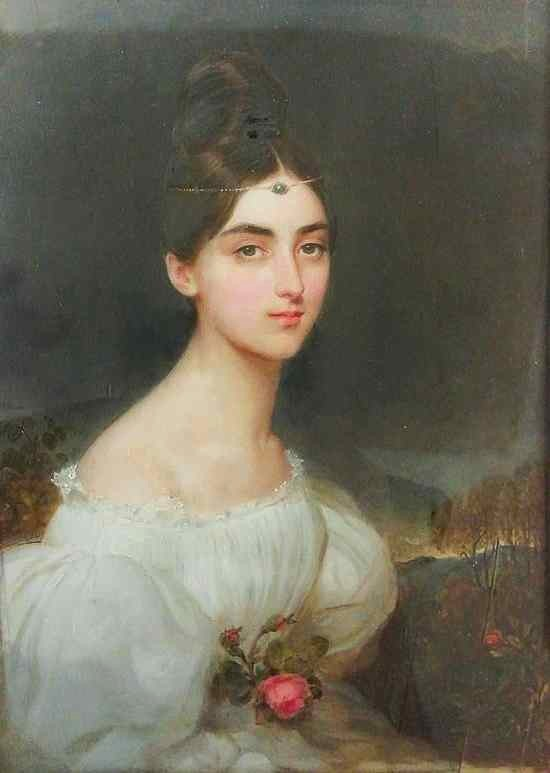
Софья Александровна

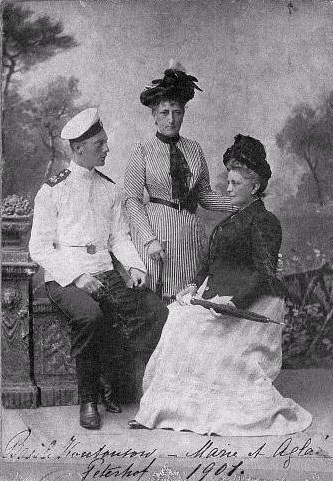
Сестры Аглаида и Мария (сидит) с племянником Василием Александровичем

По отзыву современников, в молодости Василий Павлович был «блестящий кавалергардский офицер, красивый и рослый, как его отец. Прекрасный танцор, очень нравившийся светским дамам и барышням, при этом он был благовоспитан, скромен и добродушен. Качества эти воспламенили к нему платонические чувства в императрице Александре Фёдоровне». «У него очень теплое сердце», писала о Кутузове Д. Фикельмон, «благородство в помыслах, он из той редкой породы мужчин, которые могут быть другом женщины, относиться к ней с доверием, при этом не строить ей куры». По словам А. Смирновой, графиня Ливен говорила ей не выходить замуж за Васеньку Кутузова, так как он беден.
Был женат (с июля 1836, Дармштадт) на фрейлине Софье Александровне Рибопьер (1813—1881), дочери графа А. И. Рибопьера. По словам современников, Софья Александровна была особой обаятельной, имела красивое, типичное для южанки лицо, с несколько строгим выражением, но с прекрасными глазами. «Своим присутствием она всегда вносила оживление и музыкальный элемент. Можно было заслушаться, как милая и пленительная графиня Кутузова пела своим прекрасным контральто». Скончалась от воспаления кишечника 8 июля 1881 года в Швейцарии в Монтрё. Похоронена рядом с мужем в Потсдаме. В браке имели детей:
- Екатерина (1837—1840)
- Павел (11.03.1842—1847), крещен 5 апреля в Казанском соборе, крестник бабушки Е. М. Рибопьер.
- Александр (1846—1897),  генерал-майор.
- Мария (16.08.1851, Париж—1915), фрейлина двора (1870); после смерти матери вместе с сестрой была назначена свитной фрейлиной (1881); позже  камер-фрейлина императрицы Марии Фёдоровны (1904).
- Аглаида (12.08.1853, Висбаден—1920), фрейлина двора (1874); свитная фрейлина (1881), камер-фрейлина (1904). Родилась в Висбадене. В 1888 году получила серьёзные травмы во время катастрофы царского поезда в Борках. После февральской революции жила в Кисловодске. В конце февраля 1920 года выехала из Кисловодска в Новороссийск, тяжело заболела. В марте 1920 года была эвакуирована из Новороссийска. Умерла на борту английского корабля «Брауенфельз» в Мудросе и была похоронена с государственными почестями со стороны англичан на кладбище у церкви села Портианон на острове Лемнос[6].

## Награды
российские:
- Орден Святого Владимира 4 ст. (1831)
- Знак ордена За военное достоинство 4 ст. (1831)
- Орден Святой Анны 2 ст. (1831)
- Императорская корона к Ордену Святой Анны с мечами 2 ст. (1860)
- Орден Святого Станислава 1 ст. (1865)
- Орден Святой Анны 1 ст. с мечами над орденом (1870)
- Золотая сабля «За храбрость» с алмазами (1870)
- Орден Белого орла с мечами (1871)

иностранные:
- Прусский Орден Красного Орла 1 ст. (1867)
- Черногорский Орден Данило I 1 ст. (1869)
- Баденский Орден Церингенского льва 1 ст. с мечами (1871)